# Suzy Bogguss

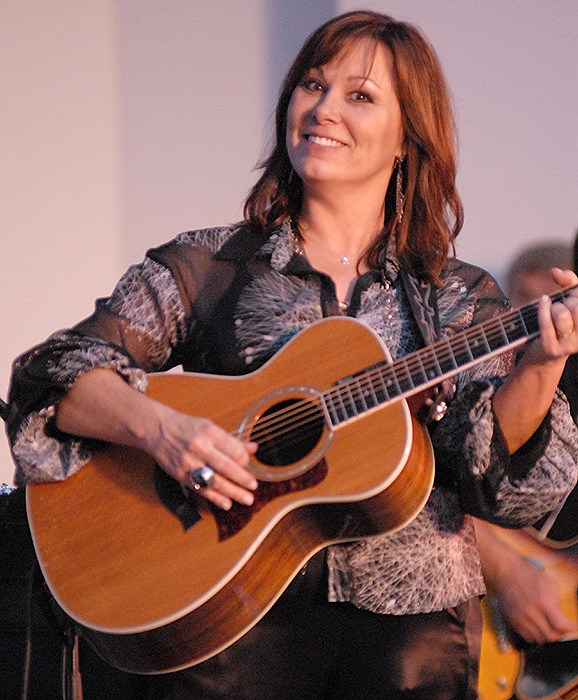
Suzy Bogguss, 2009

Susan Kay „Suzy“ Bogguss (* 30. Dezember 1956 in Aledo, Illinois) ist eine US-amerikanische Country-Sängerin.

## Leben
Bogguss ist seit Ende der 1980er Jahre in der Country-Szene aktiv. Sie präsentierte seinerzeit eine Mischung aus Country, Folk und Singer/Songwriter-Elementen. Zu ihren ersten kleineren Hits gehört ein Cover des Patsy-Montana-Klassikers I Want to Be a Cowboy’s Sweetheart. 1988 wurde Bogguss mit dem Newcomer-Preis der Academy of Country Music ausgezeichnet. Ein Jahr später hatte sie mit Cross My Broken Heart ihren ersten Top-20-Hit. 1992 wurde Bogguss mit einem weiteren Nachwuchspreis, dem Horizon Award der Country Music Association, geehrt. Hinzu kommen drei Grammy-Nominierungen.
Bogguss’ erfolgreichstes Album Aces (1991) erhielt Platin und verkaufte sich in den USA über eine Million Mal. Von 1987 bis 2001 hatte Bogguss insgesamt 27 Hits in den US-amerikanischen Country-Charts. Ihre größten Erfolge hatte sie 1992 und 1993 als ihr mit Outbound Plane, Aces, Letting Go, Drive South, Just Like the Weather und Hey Cinderella eine Serie von Top-10-Hits gelang. Der von John Hiatt geschriebene Titel Drive South war auf Platz zwei ihr größter Hit.
2014 veröffentlichte Bogguss mit Lucky ein Tributalbum an den Country-Sänger und -Songwriter Merle Haggard. 2016 folgte eine komplette Neuaufnahme ihres erfolgreichsten Albums Aces mit akustischeren Arrangements. Die CD trägt den Titel Aces Redux.
Bogguss tourt regelmäßig durch die USA, sowohl solo wie auch als Trio „Chicks with Hits“ mit Pam Tillis und Terri Clark.

## Privat
Bogguss ist verheiratet mit dem Songschreiber Doug Crider. Die beiden haben einen Sohn, Benton, der unter anderem als Stand-up-Comedian auftritt.

## Diskografie

### Studioalben
| Jahr | Titel                         | Höchstplatzierung, Gesamtwochen, AuszeichnungChartplatzierungen (Jahr, Titel, Platzierungen, Wochen, Auszeichnungen, Anmerkungen) | Höchstplatzierung, Gesamtwochen, AuszeichnungChartplatzierungen (Jahr, Titel, Platzierungen, Wochen, Auszeichnungen, Anmerkungen) | Höchstplatzierung, Gesamtwochen, AuszeichnungChartplatzierungen (Jahr, Titel, Platzierungen, Wochen, Auszeichnungen, Anmerkungen) | Anmerkungen     |
| Jahr | Titel                         | UK | US | Country | Anmerkungen     |
| ---- | ----------------------------- | --- | --- | --- | --------------- |
| 1989 | Somewhere Between             | — | — | Country41 (37 Wo.)Country |                 |
| 1991 | Aces                          | — | US83 Platin · (53 Wo.)US | Country15 (83 Wo.)Country |                 |
| 1992 | Voices in the Wind            | — | US116 Gold · (23 Wo.)US | Country31 (39 Wo.)Country |                 |
| 1993 | Something Up My Sleeve        | UK69 (1 Wo.)UK | US121 Gold · (18 Wo.)US | Country27 (37 Wo.)Country |                 |
| 1994 | Simpatico                     | — | — | Country55 (6 Wo.)Country | mit Chet Atkins |
| 1996 | Give Me Some Wheels           | — | — | Country51 (6 Wo.)Country |                 |
| 1998 | Nobody Love, Nobody Gets Hurt | — | — | Country42 (7 Wo.)Country |                 |
| 1999 | Suzy Bogguss                  | — | — | Country73 (1 Wo.)Country |                 |
| 2003 | Swing                         | — | — | Country66 (2 Wo.)Country |                 |

Weitere Studioalben
- 1990: Moment of Truth
- 2001: Have Yourself a Merry Little Christmas
- 2007: Sweet Danger
- 2010: I’m Dreaming of a White Christmas
- 2011: American Folk Songbook
- 2014: Lucky
- 2016: Aces Redux

### Livealben
- 2001: Live at Caffé Milano

### Kompilationen
| Jahr | Titel         | Höchstplatzierung, Gesamtwochen, AuszeichnungChartplatzierungen (Jahr, Titel, Platzierungen, Wochen, Auszeichnungen, Anmerkungen) | Höchstplatzierung, Gesamtwochen, AuszeichnungChartplatzierungen (Jahr, Titel, Platzierungen, Wochen, Auszeichnungen, Anmerkungen) | Höchstplatzierung, Gesamtwochen, AuszeichnungChartplatzierungen (Jahr, Titel, Platzierungen, Wochen, Auszeichnungen, Anmerkungen) | Anmerkungen |
| Jahr | Titel         | UK | US | Country | Anmerkungen |
| ---- | ------------- | --- | --- | --- | ----------- |
| 1994 | Greatest Hits | — | US190 Gold · (1 Wo.)US | Country38 (20 Wo.)Country |             |

Weitere Kompilationen
- 2002: 20 Greatest Hits

### Demoalben
- 1981: Suzy
- 1986: Suzy Bogguss (Dollywood) Cassette

### Singles
| Jahr | Titel Album                                                | Höchstplatzierung, Gesamtwochen, AuszeichnungChartsChartplatzierungen (Jahr, Titel, Album, Platzierungen, Wochen, Auszeichnungen, Anmerkungen) | Anmerkungen              |
| Jahr | Titel Album                                                | Country | Anmerkungen              |
| ---- | ---------------------------------------------------------- | --- | ------------------------ |
| 1987 | I Don’t Want to Set the World on Fire                      | Country68 (6 Wo.)Country |                          |
| 1987 | Love Will Never Slip Away                                  | Country69 (6 Wo.)Country |                          |
| 1988 | I Want to Be a Cowboy’s Sweetheart Somewhere Between       | Country77 (2 Wo.)Country |                          |
| 1988 | Somewhere Between                                          | Country46 (13 Wo.)Country |                          |
| 1989 | Cross My Broken Heart Somewhere Between                    | Country14 (26 Wo.)Country |                          |
| 1989 | My Sweet Love Ain’t Around Somewhere Between               | Country38 (13 Wo.)Country |                          |
| 1990 | Under the Gun Moment of Truth                              | Country72 (1 Wo.)Country |                          |
| 1990 | All Things Made New Again Moment of Truth                  | Country72 (4 Wo.)Country |                          |
| 1991 | Someday Soon Aces                                          | Country12 (20 Wo.)Country |                          |
| 1991 | Outbound Plane Aces                                        | Country9 (20 Wo.)Country |                          |
| 1992 | Aces                                                       | Country9 (20 Wo.)Country |                          |
| 1992 | Letting Go Aces                                            | Country6 (20 Wo.)Country |                          |
| 1992 | Drive South Voices in the Wind                             | Country2 (20 Wo.)Country |                          |
| 1993 | Heartache Voices in the Wind                               | Country23 (15 Wo.)Country |                          |
| 1993 | Just Like the Weather Something Up My Sleeve               | Country5 (20 Wo.)Country |                          |
| 1993 | Hey Cinderella Something Up My Sleeve                      | Country5 (20 Wo.)Country |                          |
| 1994 | You Wouldn’t Say That to a Stranger Something Up My Sleeve | Country43 (9 Wo.)Country |                          |
| 1994 | Souvenirs Something Up My Sleeve                           | Country65 (3 Wo.)Country |                          |
| 1996 | Give Me Some Wheels                                        | Country60 (6 Wo.)Country |                          |
| 1996 | No Way Out Give Me Some Wheels                             | Country53 (9 Wo.)Country |                          |
| 1997 | She Said, He Heard Give Me Some Wheels                     | Country57 (9 Wo.)Country |                          |
| 1998 | Somebody to Love Nobody Love, Nobody Gets Hurt             | Country33 (19 Wo.)Country |                          |
| 1998 | Nobody Love, Nobody Gets Hurt                              | Country63 (4 Wo.)Country |                          |
| 1998 | From Where I Stand Nobody Love, Nobody Gets Hurt           | Country67 (3 Wo.)Country |                          |
| 1999 | Goodnight Suzy Bogguss                                     | Country66 (5 Wo.)Country |                          |
| 2001 | Keep Mom and Dad in Love                                   | Country51 (6 Wo.)Country | mit Billy Dean & Jillian |

Weitere Singles
- 1987: Come As You Were
- 1989: Mr. Santa
- 1994: One More for the Road (mit Chet Atkins)
- 1994: Sorry Seems to Be the Hardest Word (mit Chet Atkins)
- 1996: I Heard the Bells on Christmas Day
- 2000: Love Is Blind (mit T. Graham Brown)
- 2003: Cupid Shot Us Both With One Arrow
- 2007: In Heaven

### Gastbeiträge
| Jahr | Titel Album                           | Höchstplatzierung, Gesamtwochen, AuszeichnungChartsChartplatzierungen (Jahr, Titel, Album, Platzierungen, Wochen, Auszeichnungen, Anmerkungen) | Anmerkungen         |
| Jahr | Titel Album                           | Country | Anmerkungen         |
| ---- | ------------------------------------- | --- | ------------------- |
| 1990 | Tomorrow’s World                      | Country74 (1 Wo.)Country | mit Various Artists |
| 1991 | Hopelessly Yours A Perfect 10         | Country12 (20 Wo.)Country | mit Lee Greenwood   |
| 1994 | Teach Your Children Red Hot + Country | Country75 (1 Wo.)Country | mit The Red Hots    |